# Phyllospadix
Phyllospadix is een geslacht uit de zeegrasfamilie (Zosteraceae). De soorten groeien in mariene wateren langs de gematigde kusten van de noordelijke Grote Oceaan. 

## Soorten
- Phyllospadix iwatensis
- Phyllospadix japonicus
- Phyllospadix juzepczukii
- Phyllospadix scouleri
- Phyllospadix serrulatus
- Phyllospadix torreyi